# Carbure de zirconium
Le carbure de zirconium est une céramique ultraréfractaire ultradure de formule chimique ZrC. Il se présente sous la forme d'une poudre grise inodore quasiment insoluble dans l'eau. Il est insoluble dans l'acide chlorhydrique et dans l'acide sulfurique, mais est soluble dans l'acide nitrique. Il reste stable par chauffage à l'air libre jusqu'à 800 °C. Il présente une structure cristalline de type halite avec un écart à la stœchiométrie de ZrC0,99 à ZrC0,55. Sa dureté Vickers est de 25,5 GPa et son module de Young est compris entre 350 et 440 GPa.
Le carbure de zirconium forme des tétrahalogénures avec des halogènes à des températures supérieures à 250 °C. Comme le carbure de titane, il forme des solutions solides avec l'oxygène et l'azote. En raison de son prix élevé et de la difficulté d'en éliminer les impuretés, il n'est cependant utilisé que pour les revêtements de combustibles dans les réacteurs nucléaires et les réacteurs à fusion, à la différence du carbure de titane.
Le carbure de zirconium peut être obtenu à l'aide de procédés semblables à ceux utilisés pour produire du carbure de titane. Il est par exemple possible de procéder par réduction carbothermique du dioxyde de zirconium ZrO2 :
ZrO2 + 3 C ⟶ ZrC + 2 CO.
Il est également possible de procéder par synthèse directe à partir des éléments à plus de 2 000 °C :
Zr + C ⟶ ZrC.
Le carbure de zirconium étant très sensible à l'azote, on réalise un frittage poussé sous atmosphère inerte d'argon très pur. Le carbone tend à se dissoudre dans le carbure de zirconium, ce qui abaisse son poiint de fusion à 3 100 °C ; le carbone précipite à nouveau lorsque le matériau refroidit. 
Une voie alternative part du chlorure de zirconium(IV) ZrCl4 avec du méthane CH4 :
ZrCl4 + CH4 ⟶ ZrC + 4 HCl.
La production par dépôt chimique en phase vapeur assisté par plasma a également été réalisée.